# Matija Prosekar

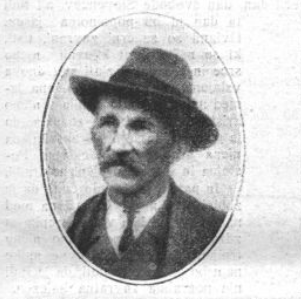
Matija Prosekar (1860–1927)

Matija Prosekar (* 8. Mai 1860 in Köttmannsdorf/Kotmara vas; † 4. November 1927 ebenda) war ein kärntnerslowenischer Bürgermeister von Köttmannsdorf und Kulturaktivist.

## Leben & Wirken
Matija Prosekar war ein wohlhabender Realitätenbesitzer und Holzhändler in Köttmannsdorf und engagierter Kulturaktivist in der Gemeinde.
1885 setzte er die Initiative zur Gründung des Männerquartetts Gorjanci (praktisch zeitgleich mit der Gründung des Društvo sv. Cirila in Metoda [Kyrill und Method-Verein] in Klagenfurt). 1888 war er an der Gründung des örtlichen Zweigvereins für Köttmannsdorf und Umgebung der Družba sv. Cirila in Metoda beteiligt, die deutliche Verbesserungen im Schulwesen einforderte.
Zwischen 1892 und 1897 sowie zwischen 1903 und 1907 war Prosekar Bürgermeister der Gemeinde Köttmannsdorf auf der Liste der Koroška slovenska stranka (Kärntner slowenische Partei). Unter seiner Führung verlangte 1892 der Köttmannsdorfer Gemeinderat den Unterricht in slowenischer Sprache, da nur so der Schulerfolg gewährleistet werden könne.
1907 folgte die Gründung der slowenischen Darlehenskasse Hranilnica in posojilnica Kotmara vas. Prosekar gehörte zum liberalen Flügel innerhalb der slowenischen Partei.
1916 wurde er von der Militärgerichtsbarkeit zum Tode verurteilt, weil er Bauern aufgefordert hatte, kein Getreide abzuliefern. Er wurde nach dem Tode Kaiser Franz Josephs amnestiert, war jedoch 1919 unter den Internierten in Gmünd. Er wurde nach dem Tode Kaiser Franz Josephs amnestiert.

## Gründung des slowenischen KulturvereinsGorjanci
Nach dem Ende des Ersten Weltkrieges unterstützte er die Gründung des Izobraževalno društvo Gorjanci (Bildungsverein Gorjanci) am 14. Dezember 1919, dem sein Sohn Tomaž Prosekar als erster Obmann vorstand. (Der Name Gorjanci leitet sich von der slowenischen Bezeichnung der Einwohner des Kärntner Sattnitz-Gebietes Gure ab und ist Ausdruck einer regionalen Identität). Die formelle Gründung des Vereins am 14. Dezember 1919 fiel in die Zeit der jugoslawischen Verwaltung der Zone A und hatte als Ziel die slowenische Identität und Gemeinschaft durch eine strukturierte Kulturarbeit zu festigen.